# Acanthomyops californicus
Acanthomyops californicus är en myrart som först beskrevs av Wheeler 1917.  Acanthomyops californicus ingår i släktet Acanthomyops och familjen myror. Inga underarter finns listade i Catalogue of Life.

## Bildgalleri

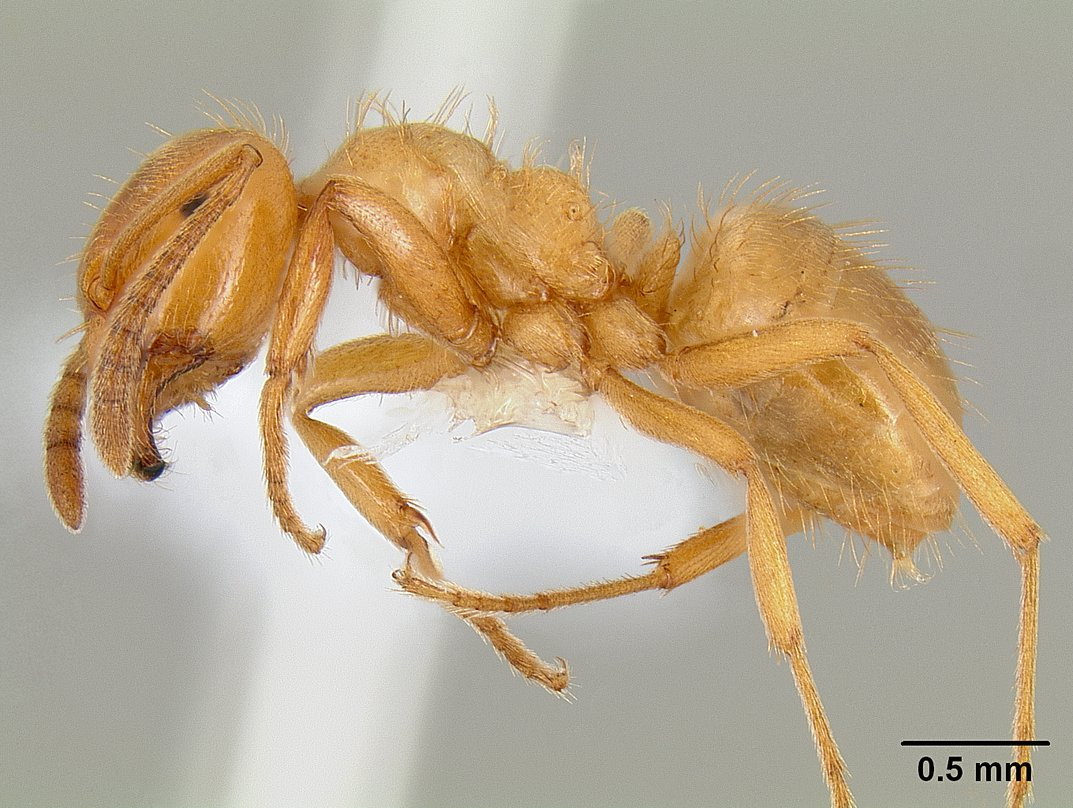
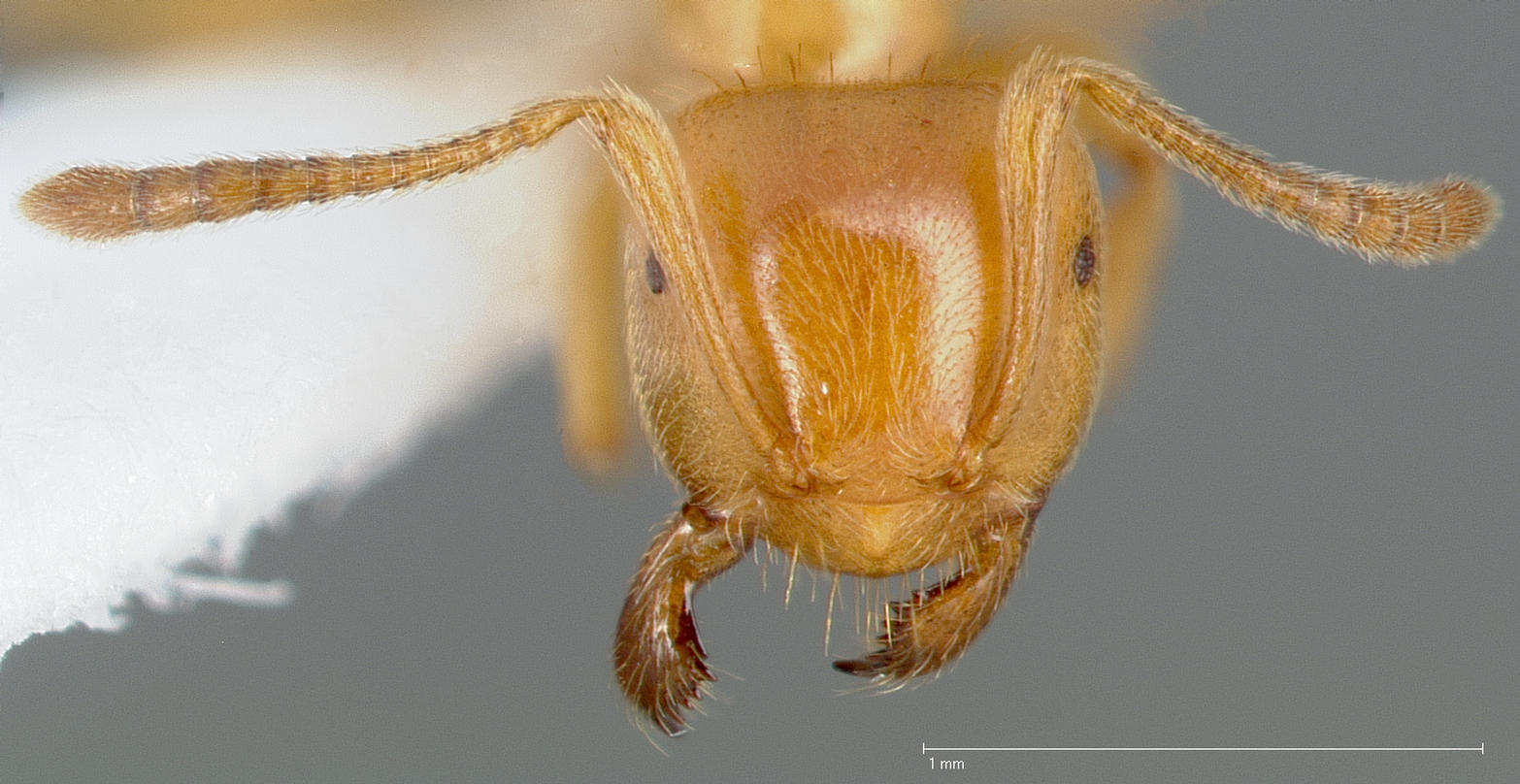
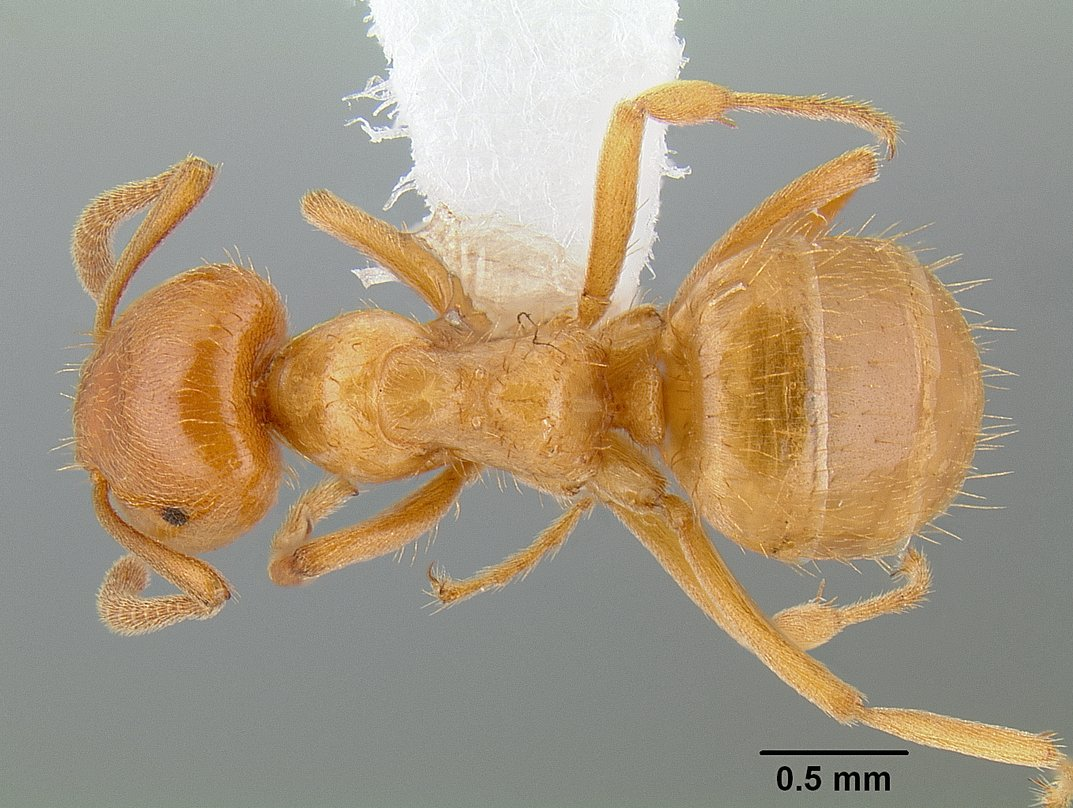